# جائزة كافلي
جائزة كافلي (بالنرويجية: Kavliprisen) أنشئت في عام 2005 من خلال مشروع مشترك بين الأكاديمية النرويجية للعلوم والآداب، ووزارة التعليم والبحوث، ومؤسسة كافلي النرويجية. والهدف الرئيسي من هذه الجائزة هو تكريم ودعم والاعتراف بالعلماء الذين أسهموا في الأعمال العلمية البارزة في ميادين الفيزياء الفلكية وتكنولوجيا النانو وعلم الأعصاب. وتقام مناسبة توزيع الجوائز كل عامين، بحيث تُمنح ثلاث جوائز لمستحقيها من العلماء من مختلف الجنسيات؛ جائزة واحدة لكل مجال اختصاصي. مُنحت جائزة كافلي المرة الأولى في أوسلو، 9 سبتمبر 2008. ومقدم الجوائز هو صاحب السمو الملكي، هاكون، ولي عهد النرويج. تتكون كل جائزة من جوائز كافلي الثلاثة من ميدالية ذهبية، ولفيفة تقدير، ومنحة نقدية تُقدر بـ1,000,000 دولار.

## لجنة التحكيم
تخول الأكاديمية النرويجية للعلوم والآداب مهمة اختيار الفائزين الثلاثة إلى لجان تحكيم تتكون من كبار العلماء الدوليين، ومن ثم تنتقي تلك اللجان الفائزين الثلاثة من بين قائمة من الترشيحات من قبل الأكاديميات الدولية، والمنظمات العلمية التالية:
- الأكاديمية الصينية للعلوم
- الأكاديمية الفرنسية للعلوم
- جمعية ماكس بلانك (ألمانيا)
- الأكاديمية القومية للعلوم (الولايات المتحدة)
- الأكاديمية النرويجية للعلوم والآداب
- الجمعية الملكية (المملكة المتحدة)

وتتولى تلك اللجان الدولية التي تتشكل من مجموعة من العلماء البارزين مهمة تفقد وترشيح العلماء المرشحين للفوز على أساس عملية توصية. وتتولى الأكاديمية النرويجية للعلوم والآداب مهمة تنظيم عملية الاختيار والإعلان عن الفائزين.

## الفائزون

### في مجال الفيزياء الفلكية
| العام | الفائز | الفائز                  | المعهد التابع له                         | الدولة                             | سبب الفوز |
| ----- | ------ | ----------------------- | ---------------------------------------- | ---------------------------------- | --- |
| 2008  |        | مارتن شميدت             | معهد كاليفورنيا للتكنولوجيا              | هولندا                             | "من أجل إسهاماتهم الغزيرة في فهم طبيعة الكويزار"                                                                                                  |
| 2008  |        | دونالد ليندن-بل         | جامعة كامبريدج                           | المملكة المتحدة                    | "من أجل إسهاماتهم الغزيرة في فهم طبيعة الكويزار"                                                                                                  |
| 2010  |        | جيري إي. نيلسون         | مرصد ليك، جامعة كاليفورنيا، سانتا كروز   | الولايات المتحدة                   | "من أجل إسهاماتهم في تطور التيليسكوبات العملاقة"                                                                                                  |
| 2010  |        | ريموند إن. ويلسنون      | المرصد الأوروبي الجنوبي، غارشينغ         | المملكة المتحدة                    | "من أجل إسهاماتهم في تطور التيليسكوبات العملاقة"                                                                                                  |
| 2010  |        | جيمس روجر أنجل          | مرصد ستيوارد، جامعة أريزونا              | الولايات المتحدة                   | "من أجل إسهاماتهم في تطور التيليسكوبات العملاقة"                                                                                                  |
| 2012  |        | ديفيد سي. جويت          | جامعة كاليفورنيا، لوس أنجلوس             | المملكة المتحدة · الولايات المتحدة | "لاكتشاف وتوصيف حزام كويبر وأكبر أعضائه، حيث أن أعمالهم أدت إلى تقدم عظيم في فهم تاريخ تكون المجموعة الشمسية"                                     |
| 2012  |        | جين إكس. لو             | مختبر لنكون، معهد ماساتشوستس للتكنولوجيا | فيتنام · الولايات المتحدة          | "لاكتشاف وتوصيف حزام كويبر وأكبر أعضائه، حيث أن أعمالهم أدت إلى تقدم عظيم في فهم تاريخ تكون المجموعة الشمسية"                                     |
| 2012  |        | مايكل إي. براون         | معهد كاليفورنيا للتكنولوجيا              | الولايات المتحدة                   | "لاكتشاف وتوصيف حزام كويبر وأكبر أعضائه، حيث أن أعمالهم أدت إلى تقدم عظيم في فهم تاريخ تكون المجموعة الشمسية"                                     |
| 2014  |        | ألان إتش. جوث           | معهد ماساتشوستس للتكنولوجيا              | الولايات المتحدة                   | "من أجل أعمالهم الرائدة عن نظرية تضخم الكون" |
| 2014  |        | أندريه دي. لينده        | جامعة ستانفورد                           | روسيا · الولايات المتحدة           | "من أجل أعمالهم الرائدة عن نظرية تضخم الكون" |
| 2014  |        | أليكسي إيه. ستاروبينسكي | معهد لانداو للفيزياء النظرية             |                                    | "من أجل أعمالهم الرائدة عن نظرية تضخم الكون" |
| 2016  |        | رونالد دريفر            | معهد كاليفورنيا للتكنولوجيا              | المملكة المتحدة · الولايات المتحدة | "لاستدلالهم على وجود الموجات الثقالية مباشرة" |
| 2016  |        | كيب إس. ثورن            | معهد كاليفورنيا للتكنولوجيا              | الولايات المتحدة                   | "لاستدلالهم على وجود الموجات الثقالية مباشرة" |
| 2016  |        | راينر ڨايس              | معهد ماساتشوستس للتكنولوجيا              | ألمانيا · الولايات المتحدة         | "لاستدلالهم على وجود الموجات الثقالية مباشرة" |
| 2018  |        | إيوين فان ديشويك        | جامعة لايدن                              | هولندا                             | "من أجل إسهاماتها المجتمعة في علم الكيمياء الفلكية النظرية، والتجريبية، وكذلك لأعمالها في شرح دورة حياة السحب بين النجمية، وتكون النجوم والكواكب" |

### تكنولوجيا النانو
| العام | الفائز | الفائز              | المعهد التابع له                        | البلد            | سبب الفوز |
| 2008  |        | لويس بروس           | جامعة كولومبيا                          | الولايات المتحدة | "لمساهماتهم الجليلة في تقدم علم النانو الذي يختص بدراسة الهياكل النانوية اللابعدية وأحادية الأبعاد، والتي تعود بالنفع على مجالات الفيزياء والكيمياء والأحياء"                  |
| 2008  |        | سوميو إيجيما        | جامعة مايجو                             | اليابان          | "لمساهماتهم الجليلة في تقدم علم النانو الذي يختص بدراسة الهياكل النانوية اللابعدية وأحادية الأبعاد، والتي تعود بالنفع على مجالات الفيزياء والكيمياء والأحياء"                  |
| 2010  |        | دونالد أيجلر        | معمل أبحاث IBM في ألمادن، سان خوزيه     | الولايات المتحدة | "لأعمالهم التي أدت إلى تطوير طرق غير مسبوقة في التحكم بالمادة على مستوى النانومتر"                                                                                             |
| 2010  |        | نادريان سي. سيمان   | جامعة نيويورك                           | الولايات المتحدة | "لأعمالهم التي أدت إلى تطوير طرق غير مسبوقة في التحكم بالمادة على مستوى النانومتر"                                                                                             |
| 2012  |        | ميلدرد إس. درسلهاوس | معهد ماساتشوستس للتكنولوجيا             | الولايات المتحدة | "من أجل إسهاماتهم الرائدة في علم دراسة الفوتونات، والتفاعلات بين الفوتونات والإلكترونات، وانتقال الحرارة في الهياكل النانوية"                                                  |
| 2014  |        | توماس إيبسن         | جامعة ستراسبورج                         | فرنسا            | "لإسهاماتهم الثورية في مجال البصريات النانوية، والتي حطمت الحواجز النظرية التي كان يعتقد بوجودها سابقًا أمام القدرة التحليلية الخاصة بالمجاهر وآليات التصوير النانوية"          |
| 2014  |        | ستيفان هيل          | معهد ماكس بلانك للبكيمياء البيوفيزيائية | ألمانيا          | "لإسهاماتهم الثورية في مجال البصريات النانوية، والتي حطمت الحواجز النظرية التي كان يعتقد بوجودها سابقًا أمام القدرة التحليلية الخاصة بالمجاهر وآليات التصوير النانوية"          |
| 2014  |        | جون بي. بندري       | كلية لندن الإمبراطورية                  | المملكة المتحدة  | "لإسهاماتهم الثورية في مجال البصريات النانوية، والتي حطمت الحواجز النظرية التي كان يعتقد بوجودها سابقًا أمام القدرة التحليلية الخاصة بالمجاهر وآليات التصوير النانوية"          |
| 2016  |        | جيرد بينيج          | معمل أبحاث IBM في زيوريخ                | ألمانيا          | "من أجل إختراع وتنفيذ تقنية مجهر القوة الذرية، والتي تعد عملًا مبتكرًا في مجال علم القياسات، وهندسة المواد النانوية، والتي لا تزال مصدر استحداث وتطوير في مجال تكنولوجيا النانو" |
| 2016  |        | كريستوف جيربر       | جامعة بازل                              | سويسرا           | "من أجل إختراع وتنفيذ تقنية مجهر القوة الذرية، والتي تعد عملًا مبتكرًا في مجال علم القياسات، وهندسة المواد النانوية، والتي لا تزال مصدر استحداث وتطوير في مجال تكنولوجيا النانو" |
| 2016  |        | كالفن كويت          | جامعة ستانفورد                          | الولايات المتحدة | "من أجل إختراع وتنفيذ تقنية مجهر القوة الذرية، والتي تعد عملًا مبتكرًا في مجال علم القياسات، وهندسة المواد النانوية، والتي لا تزال مصدر استحداث وتطوير في مجال تكنولوجيا النانو" |
| 2018  |        | إيمانويل شاربونتير  | معهج ماكس بلانك لعلم العدوى الحيوية     | ألمانيا          | لاختراعهم تكنولوجيا كريسبر (CRISPR-Cas9)، وهي عبارة عن أداة دقيقة لتعديل الحمض النووي (DNA)، مما يعني ثورة جديدة في علوم الأحياء والزراعة والطب"                               |
| 2018  |        | جينيفر داودنا       | جامعة كاليفورنيا، بيركلي                | الولايات المتحدة | لاختراعهم تكنولوجيا كريسبر (CRISPR-Cas9)، وهي عبارة عن أداة دقيقة لتعديل الحمض النووي (DNA)، مما يعني ثورة جديدة في علوم الأحياء والزراعة والطب"                               |
| 2018  |        | فيرجينيوس سيكسنس    | جامعة فيلنيوس                           | ليتوانيا         | لاختراعهم تكنولوجيا كريسبر (CRISPR-Cas9)، وهي عبارة عن أداة دقيقة لتعديل الحمض النووي (DNA)، مما يعني ثورة جديدة في علوم الأحياء والزراعة والطب"                               |

### علم الأعصاب
| العام | الفائز | الفائز                    | المعهد التابع له                          | البلد            | سبب الفوز                                                                              |
| 2008  |        | ستن جريلنر                | معهد كارولنسا                             | السويد           | "من أجل اكتشافاتهم المتعلقة بآلية تطور وعمل الشبكة العصبونية"                          |
| 2008  |        | توماس جيسيل               | جامعة كولومبيا                            | المملكة المتحدة  | "من أجل اكتشافاتهم المتعلقة بآلية تطور وعمل الشبكة العصبونية"                          |
| 2008  |        | باسكو راكيش               | جامعة ييل، مدرية الطب                     | صربيا            | "من أجل اكتشافاتهم المتعلقة بآلية تطور وعمل الشبكة العصبونية"                          |
| 2010  |        | ريتشارد إتش. شيلير        | Genentech، جنوب سان فرانسيسكو، كاليفورنيا | الولايات المتحدة | "لاكتشاف الأساس الجزيئي في عملية الإخراج الخلوي الخاصة بالنواقل العصبية"               |
| 2010  |        | توماس سي. زودهوف          | جامعة ستانفورد، مدرسة الطب                | ألمانيا          | "لاكتشاف الأساس الجزيئي في عملية الإخراج الخلوي الخاصة بالنواقل العصبية"               |
| 2010  |        | جيمس إي. روثمان           | جامعة ييل                                 | الولايات المتحدة | "لاكتشاف الأساس الجزيئي في عملية الإخراج الخلوي الخاصة بالنواقل العصبية"               |
| 2012  |        | كورنيليا إيزابيلا بارجمان | جامعة روكفيلر                             | الولايات المتحدة | "لاستيضاحهم الآليات العصبية الأساسية وراء عمليات الإدراك وإتخاذ القرارات"              |
| 2012  |        | ڨينفريد دينك              | معهد ماكس بلانك للأبحاث الطبية            | ألمانيا          | "لاستيضاحهم الآليات العصبية الأساسية وراء عمليات الإدراك وإتخاذ القرارات"              |
| 2012  |        | آنا جريبيل                | معهد ماساتشوستس للتكنولوجيا               | الولايات المتحدة | "لاستيضاحهم الآليات العصبية الأساسية وراء عمليات الإدراك وإتخاذ القرارات"              |
| 2014  |        | بريندا ميلنر              | معهد مونتريال لعلم الأعصاب، جامعة مكجيل   | كندا             | "لاكتشافهم الشبكات المخية المتخخصة المسؤولة عن القدرات الذهنية والذاكرة"               |
| 2014  |        | جون أوكييف                | كلية لندن الجامعية                        | المملكة المتحدة  | "لاكتشافهم الشبكات المخية المتخخصة المسؤولة عن القدرات الذهنية والذاكرة"               |
| 2014  |        | ماركوس رايشله             | جامعة واشنطن، سانت لويس                   | الولايات المتحدة | "لاكتشافهم الشبكات المخية المتخخصة المسؤولة عن القدرات الذهنية والذاكرة"               |
| 2016  |        | إيڨ ماردر                 | جامعة برانديز                             | الولايات المتحدة | "لاكتشافهم الآليات التي تسمح للتجارب المُعاشة والأنشطة العصبية بتعديل طريقة توصيل المخ" |
| 2016  |        | مايكل ميرتسينيش           | جامعة كاليفورنيا، سان فرنسيسكو            | الولايات المتحدة | "لاكتشافهم الآليات التي تسمح للتجارب المُعاشة والأنشطة العصبية بتعديل طريقة توصيل المخ" |
| 2016  |        | كارلا شاتس                | جامعة ستانفورد                            | الولايات المتحدة | "لاكتشافهم الآليات التي تسمح للتجارب المُعاشة والأنشطة العصبية بتعديل طريقة توصيل المخ" |
| 2018  |        | إيه. جيمس هدسبيث          | جامعة روكفلر                              | الولايات المتحدة | "لاكتشافهم الآليات الجزيئية والعصبية المسؤولة عن السمع"                                |
| 2018  |        | روبرت فيتيبلاس            | جامعة وسكونسن-ماديسون                     | المملكة المتحدة  | "لاكتشافهم الآليات الجزيئية والعصبية المسؤولة عن السمع"                                |
| 2018  |        | كريستين بيتيت             | Collège de France                         | فرنسا            | "لاكتشافهم الآليات الجزيئية والعصبية المسؤولة عن السمع"                                |